# Aleksander Čufar
Aleksander Čufar, slovenski fotograf, * 3. maj 1962, Železniki.

## Šolanje
Osnovno šolo je obiskoval v Železnikih, šolanje nadaljeval na Srednji zdravstveni šoli - oddelek za laboratorijske tehnike v Ljubljani. Leta 1984 je končal Višjo šolo za zdravstvene tehnike in se kot radiološki ing. zaposlil v Zdravstvenem domu v Kranju. Od leta 2001 je zaposlen v Zdravstvenem centru dr. Gril v Kranju.

## Delo
S profesionalno fotografijo se je začel ukvarjati leta 1990, ko se je včlanil v Fotografski klub Janez Puhar. V letih 1997 in 1998 je bil predsednik Fotografskega kluba Anton Ažbe, Škofja Loka. V letih 1999−2014 je član Fotografskega društva Grča iz Kočevja. Leta 2015 je postal član FD Jesenice. Na fotografskih razstavah doma in v tujini je osvojil že več kot 450 nagrad in priznanj.
Mednarodna zveza za fotografsko umetnost (FIAP) mu je leta 1996 podelila naziv AFIAP (umetnik), leta 1999 pa je prejel naziv EFIAP (odličnik).
Leta 2000 je postal član Ameriške fotografske organizacije (PSA - Photographic Society of America), ki mu je za dosežke na razstavah podelila naslednje nazive:
- PSA PID (Projected Image Division) color - 5 star - Galaxy award 2
- PSA PID (Projected Image Division) monochrome - 3 star
- PSA Nature division - 5 star - Galaxy award 5
- PSA PHOTO TRAVEL -  5 star - Galaxy award 1

## Pomembnejši fotografski nazivi in priznanja
- 1996 - fotografski naziv AFIAP - artist
- 1999 - fotografski naziv EFIAP - excellence FIAP
- 2000 - fotografski naziv MF FDG - Mojster fotografije FD Grča
- 2002 - plaketa Občine Železniki za izredne dosežke na fotografskem področju
- 2002 - priznanje Naj posnetek FZS
- 2003 - fotografski naziv EFIAP/b - excellence FIAP bronze (bronasti odličnik) - prvi v Sloveniji
- 2004 - fotografski naziv KMF FZS - Kandidat za mojstra fotografije FZS
- 2004 - priznanje Naj razstavljavec FZS
- 2005 - fotografski naziv PPSA - proficiency PSA  - prvi v Sloveniji
- 2006 - Nagrada Janeza Puharja za izredne ustvarjalne dosežke v izrazni fotografiji
- 2009 - fotografski naziv MF FZS - Mojster fotografije FZS
- 2010 - fotografski naziv EFIAP/s - Excellence FIAP silver (srebrni odličnik)
- 2011 - fotografski naziv EFIAP/g - Excellence FIAP gold (zlati odličnik)
- 2011 - fotografski naziv EPSA - Excellence PSA
- 2012 - fotografski naziv EFIAP/p - Excellence FIAP platinum (platinasti odličnik) - prvi v Sloveniji
- 2013 - izvoljen za člana Umetniškega sveta FZS
- 2015 - fotografski naziv MPSA - Master PSA - prvi v Sloveniji